# Eria truncata
Eria truncata är en orkidéart som beskrevs av John Lindley. Eria truncata ingår i släktet Eria och familjen orkidéer. Inga underarter finns listade i Catalogue of Life.